# Monopeltis schoutedeni
Monopeltis schoutedeni là một loài bò sát trong họ Amphisbaenidae. Loài này được De Witte mô tả khoa học đầu tiên năm 1933.